# French Open 1998
Die 97. French Open 1998 fanden vom 25. Mai bis zum 7. Juni 1998 in Paris im Stade Roland Garros statt.
Es nahmen in der Hauptrunde jeweils 128 Herren und Damen an den Einzelwettbewerben teil.
Titelverteidiger im Einzel waren Gustavo Kuerten bei den Herren sowie Iva Majoli bei den Damen. Im Herrendoppel waren Jewgeni Kafelnikow und Daniel Vacek, im Damendoppel Gigi Fernández und Natallja Swerawa die Titelverteidiger. Rika Hiraki und Mahesh Bhupathi waren die Titelverteidiger im Mixed.
Im Herreneinzel gewann Carlos Moyá seinen ersten Grand-Slam-Titel, im Dameneinzel sicherte sich Arantxa Sánchez Vicario ihren dritten French-Open-Titel. Im Herrendoppel gewannen Jacco Eltingh und Paul Haarhuis ihren zweiten Titel bei den French Open nach 1995, im Damendoppel siegten Martina Hingis und Jana Novotná. Sieger im Mixed-Wettbewerb waren Venus Williams und Justin Gimelstob.

## Herreneinzel

### Setzliste
| Nr. | Spieler            | Erreichte Runde |
| --- | ------------------ | --------------- |
| 01. | Pete Sampras       | 2. Runde        |
| 02. | Petr Korda         | 1. Runde        |
| 03. | Marcelo Ríos       | Viertelfinale   |
| 04. | Patrick Rafter     | 2. Runde        |
| 05. | Greg Rusedski      | 1. Runde        |
| 06. | Jewgeni Kafelnikow | 2. Runde        |
| 07. | Jonas Björkman     | 1. Runde        |
| 08. | Gustavo Kuerten    | 2. Runde        |

| Nr. | Spieler             | Erreichte Runde |
| --- | ------------------- | --------------- |
| 09. | Karol Kučera        | 1. Runde        |
| 10. | Richard Krajicek    | 3. Runde        |
| 11. | Michael Chang       | 3. Runde        |
| 12. | Carlos Moyá         | Sieg            |
| 13. | Albert Costa        | Achtelfinale    |
| 14. | Àlex Corretja       | Finale          |
| 15. | Félix Mantilla      | Halbfinale      |
| 16. | Alberto Berasategui | Achtelfinale    |

## Dameneinzel

### Setzliste
| Nr. | Spielerin               | Erreichte Runde |
| --- | ----------------------- | --------------- |
| 01. | Martina Hingis          | Halbfinale      |
| 02. | Lindsay Davenport       | Halbfinale      |
| 03. | Jana Novotná            | Viertelfinale   |
| 04. | Arantxa Sánchez Vicario | Sieg            |
| 05. | Amanda Coetzer          | 1. Runde        |
| 06. | Monica Seles            | Finale          |
| 07. | Conchita Martínez       | Achtelfinale    |
| 08. | Venus Williams          | Viertelfinale   |

| Nr. | Spielerin           | Erreichte Runde |
| --- | ------------------- | --------------- |
| 09. | Irina Spîrlea       | 1. Runde        |
| 10. | Iva Majoli          | Viertelfinale   |
| 11. | Mary Pierce         | 2. Runde        |
| 12. | Nathalie Tauziat    | 1. Runde        |
| 13. | Anna Kurnikowa      | Achtelfinale    |
| 14. | Sandrine Testud     | Achtelfinale    |
| 15. | Dominique Van Roost | 3. Runde        |
| 16. | Lisa Raymond        | 1. Runde        |

## Herrendoppel

### Setzliste
| Nr. | Paarung                          | Erreichte Runde |
| --- | -------------------------------- | --------------- |
| 01. | Jacco Eltingh Paul Haarhuis      | Sieg            |
| 02. | Mark Woodforde Todd Woodbridge   | Achtelfinale    |
| 03. | Mahesh Bhupathi Leander Paes     | Halbfinale      |
| 04. | Jewgeni Kafelnikow Daniel Vacek  | 2. Runde        |
| 05. | Ellis Ferreira Rick Leach        | 1. Runde        |
| 06. | Jonas Björkman Patrick Rafter    | Halbfinale      |
| 07. | Donald Johnson Francisco Montana | Viertelfinale   |
| 08. | Alex O’Brien Jonathan Stark      | 1. Runde        |

| Nr. | Paarung                        | Erreichte Runde |
| --- | ------------------------------ | --------------- |
| 09. | Jim Grabb David Macpherson     | Achtelfinale    |
| 10. | Patrick Galbraith Brett Steven | Viertelfinale   |
| 11. | Joshua Eagle Andrew Florent    | Achtelfinale    |
| 12. | Wayne Black Sébastien Lareau   | Achtelfinale    |
| 13. | Tomás Carbonell Francisco Roig | 2. Runde        |
| 14. | Luis Lobo Javier Sánchez       | 2. Runde        |
| 15. | Nicklas Kulti Mikael Tillström | 1. Runde        |
| 16. | Neil Broad Piet Norval         | 1. Runde        |

## Damendoppel

### Setzliste
| Nr. | Paarung                               | Erreichte Runde |
| --- | ------------------------------------- | --------------- |
| 01. | Lindsay Davenport Natallja Swerawa    | Finale          |
| 02. | Martina Hingis Jana Novotná           | Sieg            |
| 03. | Arantxa Sánchez Vicario Helena Suková | Halbfinale      |
| 04. | Alexandra Fusai Nathalie Tauziat      | Viertelfinale   |
| 05. | Yayuk Basuki Caroline Vis             | Achtelfinale    |
| 06. | Lisa Raymond Rennae Stubbs            | 1. Runde        |
| 07. | Katrina Adams Manon Bollegraf         | Achtelfinale    |
| 08. | Anna Kurnikowa Larisa Neiland         | Halbfinale      |

| Nr. | Paarung                             | Erreichte Runde |
| --- | ----------------------------------- | --------------- |
| 09. | Conchita Martínez Patricia Tarabini | Viertelfinale   |
| 10. | Jelena Lichowzewa Ai Sugiyama       | Achtelfinale    |
| 11. | Naoko Kijimuta Nana Miyagi          | 1. Runde        |
| 12. | Sabine Appelmans Miriam Oremans     | 2. Runde        |
| 13. | Catherine Barclay Kerry-Anne Guse   | Achtelfinale    |
| 14. | Barbara Schett Patty Schnyder       | Viertelfinale   |
| 15. | Inés Gorrochategui Rachel McQuillan | 1. Runde        |
| 16. | Virginia Ruano Pascual Paola Suárez | 2. Runde        |

## Mixed

### Setzliste
| Nr. | Paarung                          | Erreichte Runde |
| --- | -------------------------------- | --------------- |
| 01. | Leander Paes Larisa Neiland      | 2. Runde        |
| 02. | Rick Leach Manon Bollegraf       | Viertelfinale   |
| 03. | Mahesh Bhupathi Rennae Stubbs    | 2. Runde        |
| 04. | Patrick Galbraith Lisa Raymond   | Achtelfinale    |
| 05. | Cyril Suk Helena Suková          | Achtelfinale    |
| 06. | Andrew Florent Natallja Swerawa  | 2. Runde        |
| 07. | David Adams Alexandra Fusai      | 2. Runde        |
| 08. | Daniel Orsanic Patricia Tarabini | 2. Runde        |

| Nr. | Paarung                            | Erreichte Runde |
| --- | ---------------------------------- | --------------- |
| 09. | Ellis Ferreira Miriam Oremans      | 2. Runde        |
| 10. | David Macpherson Rachel McQuillan  | Halbfinale      |
| 11. | Donald Johnson Kristie Boogert     | Viertelfinale   |
| 12. | Francisco Montana Kristine Kunce   | Halbfinale      |
| 13. | Piet Norval Sabine Appelmans       | 2. Runde        |
| 14. | Jim Grabb Ginger Helgeson-Nielsen  | Achtelfinale    |
| 15. | Joshua Eagle Lori McNeil           | Viertelfinale   |
| 16. | John-Laffnie de Jager Caroline Vis | Viertelfinale   |